# Фрејмингхам (Масачусетс)
Фрејмингхам (енгл. Framingham) насељено је место без административног статуса у америчкој савезној држави Масачусетс.

## Демографија
По попису из 2010. године број становника је 68.318, што је 1.408 (2,1%) становника више него 2000. године.
| Група             | 2000.          | 2010.          |
| Белци             | 50.293 (75,2%) | 44.625 (65,3%) |
| Афроамериканци    | 3.409 (5,1%)   | 3.993 (5,8%)   |
| Азијати           | 3.527 (5,3%)   | 4.333 (6,3%)   |
| Хиспаноамериканци | 7.265 (10,9%)  | 9.161 (13,4%)  |
| Укупно            | 66.910         | 68.318         |